# Siba (stato)
Lo Stato di Siba fu uno stato principesco del subcontinente indiano, avente per capitale il villaggio di Dadasiba.

## Storia
Lo stato di Siba venne fondato dal raja Sibarna Chand, fratello minore del raja di Guler, nel 1450 circa. Lo stato era territorialmente derivato da quello di Guler, a cui rimase legato sino al 1808 quando divenne un'entità indipendente. Nel 1813 rimase inviolato da Ranjit Singh di Lahore, ma venne diviso in due parti, una lasciata al raja Govind Singh come stato principesco per il suo sostentamento e la seconda a Mian Devi Singh, cougino del raja Gobind Singh. I raja nativi vennero restaurati dagli inglesi nel 1830, anno in cui lo stato entrò a far parte del British Raj come protettorato britannico. Lo stato venne infine annesso dagli inglesi nel 1849.

### Regnanti

#### Raja
I regnanti dello stato di Siba avevano il titolo di Raja.
- .... - .... Jaswant Chand
- .... - .... Bhag Singh
- .... - 1750 Lakel Singh
- 1750 - 1770 Madho Singh                        (m. 1770)
- 1770 - 1800 Sher Singh                         (m. 1800)
- 1800 - 1803 Govind Singh (1ª volta)            (m. 1845)
- 1803 - 1813 occupato da Guler
- 1813 - 1830 annesso al Punjab
- 1830 - 1845 Govind Singh (2ª volta)            (s.a.)
- 1845 - 1849 Ram Singh                          (m. 1875)